# De sjutton provinserna
De sjutton provinserna var en personalunion av provinser i Tysk-romerska riket åren 1482-1581. Motsvaras i dag ungefär länderna Nederländerna, Belgien och Luxemburg. De sjutton provinserna kontrollerades först av hertigen av Burgund och ärvdes sedan av Habsburgarna.